# Valley of the Tomb
Das Valley of the Tomb (französisch Vallée du Tombeau, zu Deutsch etwa Tal des Grabmals) ist der Standort, an dem Napoléon Bonaparte auf St. Helena von 1821 bis 1840 begraben lag. Das Tal war ursprünglich als Sane Valley bekannt und wurde von Napoléon in Valley of the Geraniums (Tal der Geranien) umbenannt.
Seit 1958 ist der Ort Teil der französischen Besitztümer auf St. Helena.